# Zalesie (Barciany)
Zalesie (deutsch Ernsthof) ist eine Ortsstelle in der polnischen Woiwodschaft Ermland-Masuren. Sie gehört im Gebiet der Gmina Barciany (Barten) im Powiat Kętrzyński (Kreis Rastenburg).

## Geographische Lage
Die Ortsstelle Zalesie liegt in der nördlichen Mitte der Woiwodschaft Ermland-Masuren, zehn Kilometer südlich der früheren Kreisstadt Gerdauen (heute russisch Schelesnodoroschny) bzw. 24 Kilometer nördlich der heutigen Kreismetropole Kętrzyn (deutsch Rastenburg).

## Geschichte
Ursprünglich bestand der kleine Ort Ernsthof lediglich aus einem großen Hof. Bis zum 30. September 1928 war er in den Gutsbezirk Heiligenstein (polnisch Święty Kamień) im ostpreußischen Kreis Gerdauen eingegliedert, danach in die Landgemeinde Assaunen (polnisch Asuny). Im Jahre 1905 zählte Ernsthof 57 Einwohner.
In Kriegsfolge wurde 1945 Ernsthof mit dem gesamten südlichen Ostpreußen an Polen überstellt und erhielt die polnische Namensform „Zalesie“. Er gehört nun zu den in den Nachkriegsjahren irgendwann verschwundenen Orten – ohne Gebäude und menschenleer –  innerhalb der Landgemeinde Barciany (Barten) im Powiat Kętrzyński (Kreis Rastenburg), bis 1998 der Woiwodschaft Olsztyn, seither der Woiwodschaft Ermland-Masuren zugehörig.

## Kirche
Bis 1945 war Ernsthof in die evangelische Kirche Assaunen in der Kirchenprovinz Ostpreußen der Kirche der Altpreußischen Union sowie in die römisch-katholische Kirche St. Bruno Insterburg (heute russisch Tschernjachowsk) im damaligen Bistum Ermland eingepfarrt.

## Verkehr
Die Ortsstelle Zalesie liegt sehr abseits und kann nur über einen unwegsamen Landweg von dem verwaisten Ort Sławosze (Henriettenfeld) aus erreicht werden.